# GAZ-69人員車

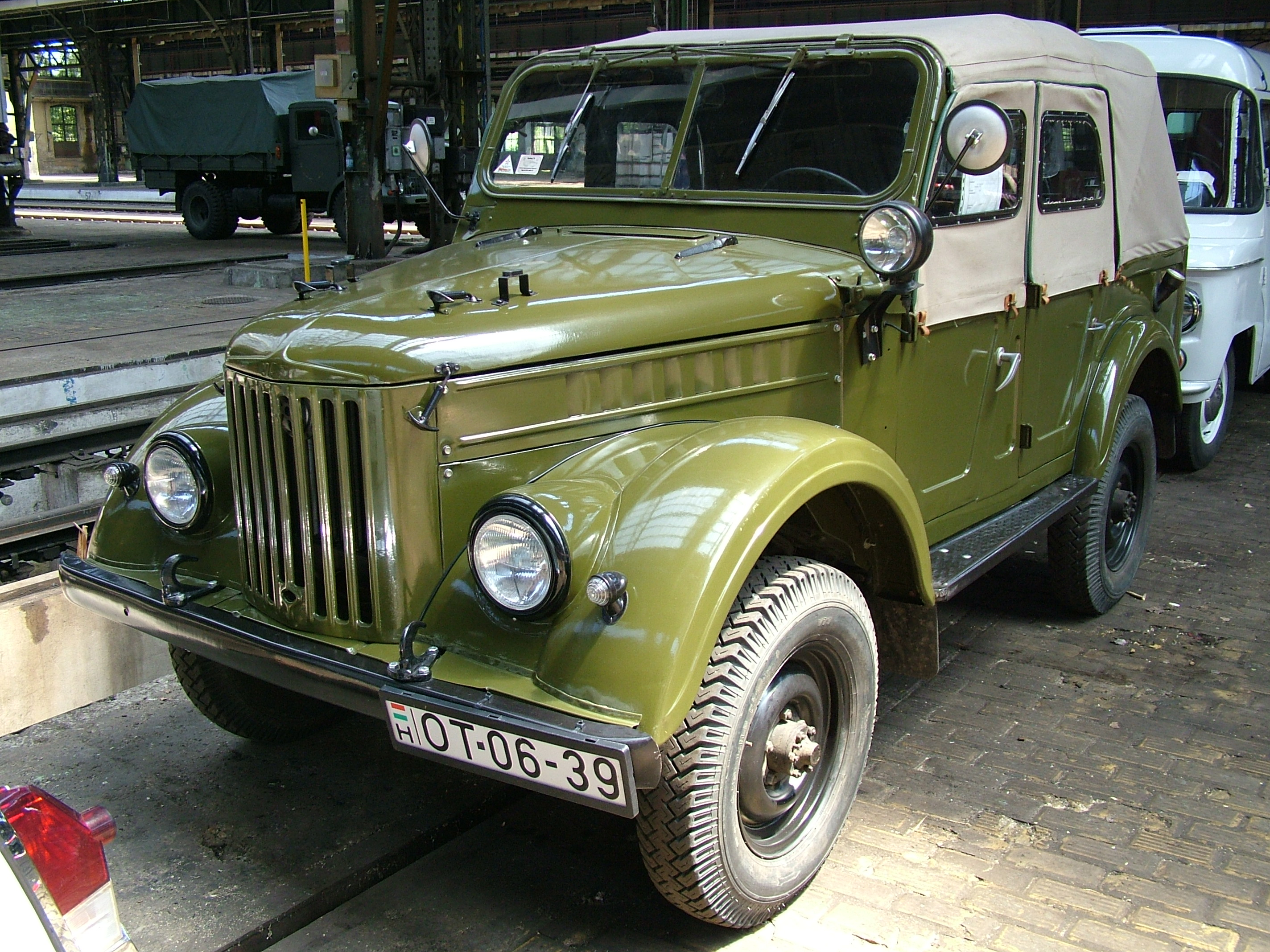
GAZ-69人員車（雨篷拉起）

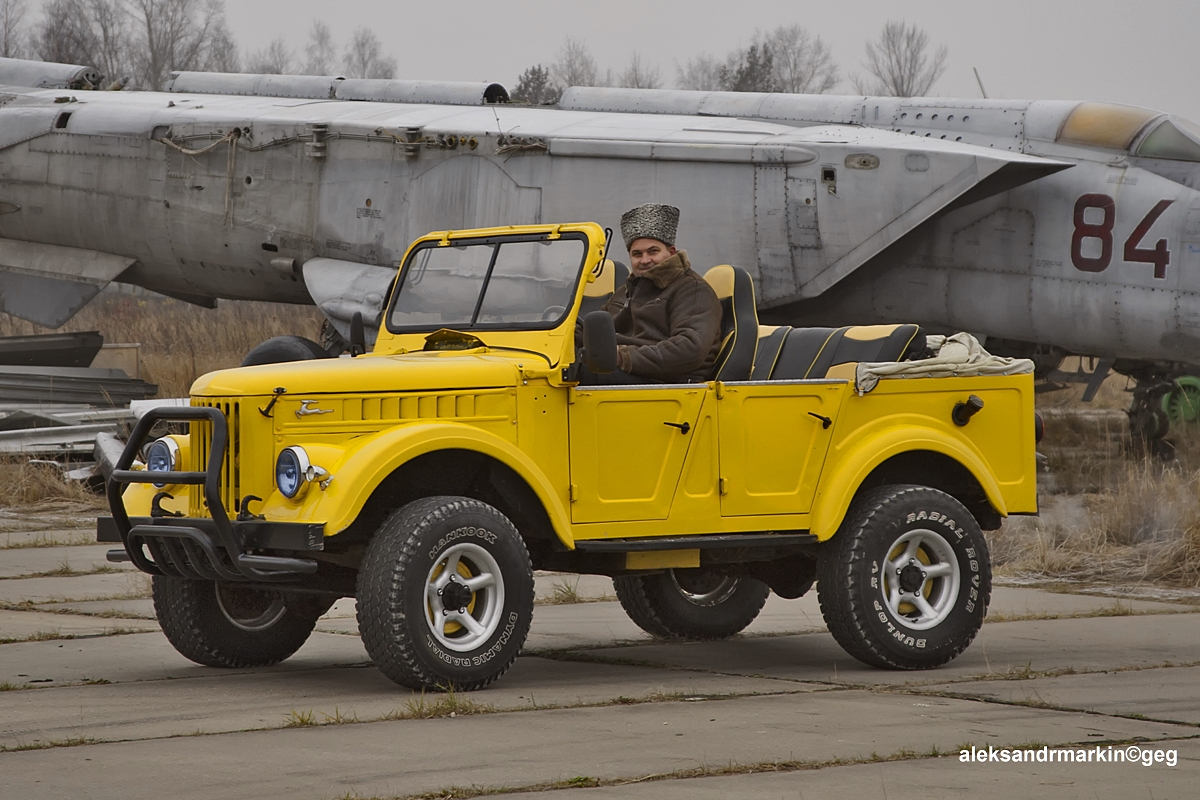
GAZ-69人員車（雨篷收下）

GAZ-69人員車是GAZ-67人員車的後繼車型，其總設計師是杰戈爾.華沙文（Grigoriy Vasserman）,1946年開始設計，1947年推出原型車，1953年投產，這原是高爾基汽車廠出品但在1956年改在烏茲車廠（UAZ）生產直至1972年停產，故GAZ-69又名「UAZ-69」。

## 基本資料（GAZ-69A）
- 乘員:5人(一名司機+4名乘客)
- 車長:3.85米
- 車闊:1.75米
- 車高:1.95米
- 重量:1,535公斤
- 最快速度:90公里/小時
- 發動機:55匹水冷式汽油發動機[2]

## 型號
- GAZ-69:基本型，雙門
- GAZ-69A:改良型，四門[2]

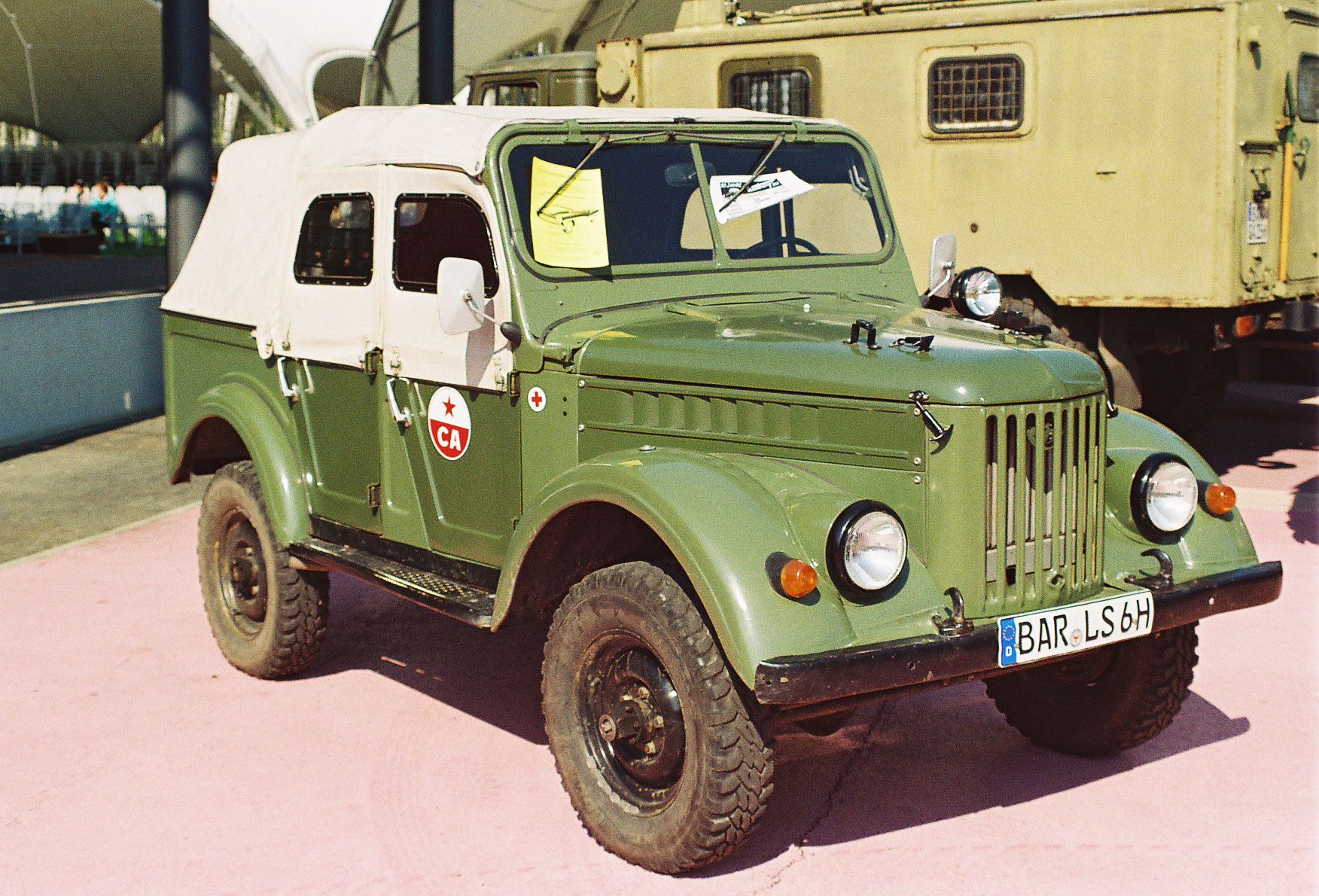
GAZ-69A

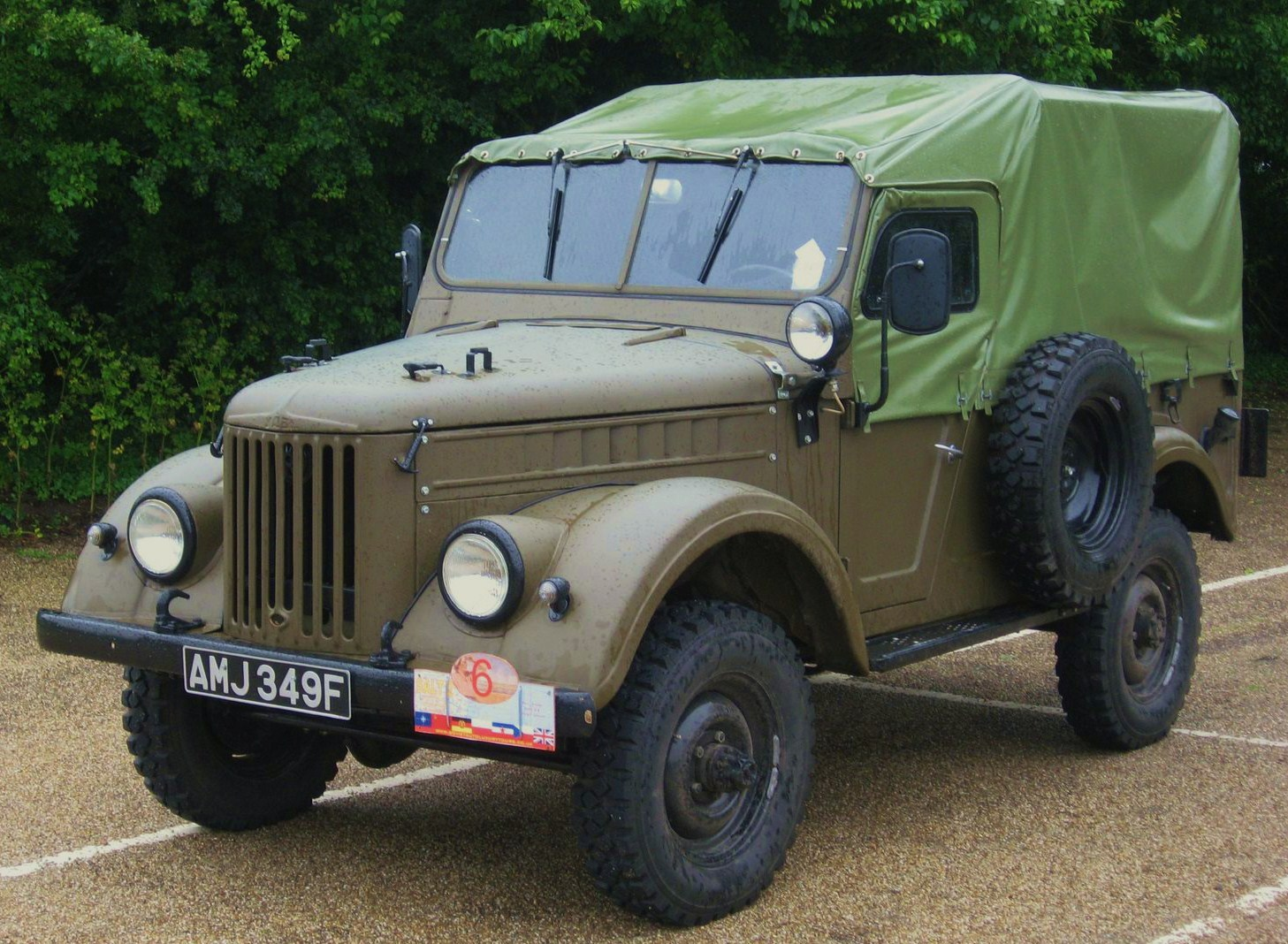
GAZ-69M

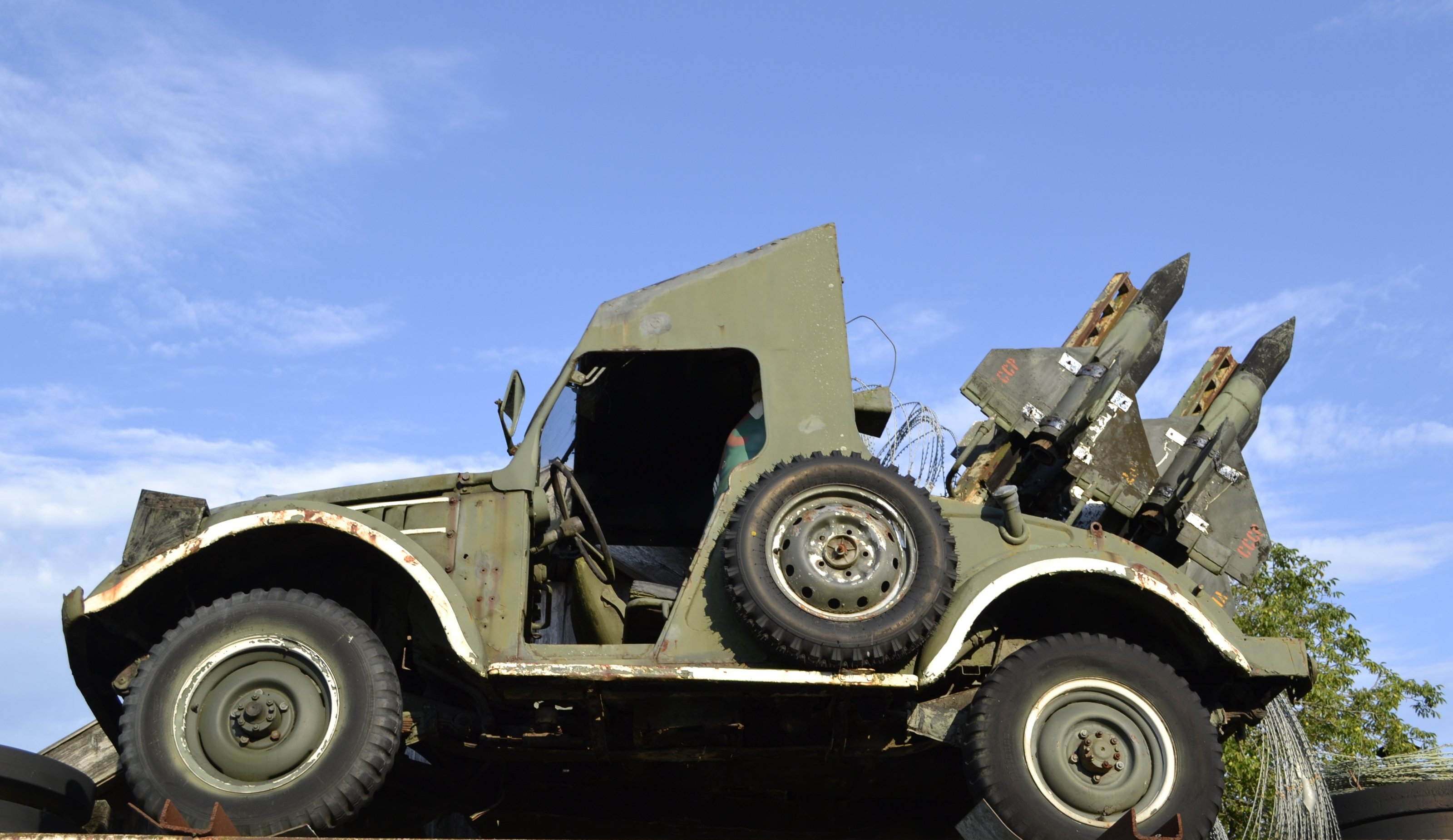
2P26,AT-1反坦克飛彈車

- GAZ-69M:輕形卡車型，其外表和基本型一樣，車身後方有左右各一的長椅
- GAZ-69AM
- 2P26:反坦克飛彈載車型，在車尾配備有4發3M6大黄蜂反坦克飛彈（北約代號:AT-1）

### 外国生产型號
- 红星：中华人民共和国仿制版本，由齐齐哈尔汽修装配厂自1958年起生产，车身重量仅1025公斤

- Gangsaeng-68：朝鲜仿制版本

- 阿罗IMS-57：罗马尼亚仿制版本

## 設計簡介
GAZ-69人員車是一種典型的軍用人員車，初期是車身前方左右各一道車門，後方左右側各有2個可摺起座位，後來改全車有四個車門，車身後方有一排有三個座位的沙發，車頂是一個帆布製雨篷，必要時可拉起或收下，四輪驅動並可載1/2噸貨物，車身後方底有一個48公升主油箱，司機座位下方也有一個27公升油箱，司機可通過右腳旁邊的制切換用哪個油箱的汽油，GAZ-69的方向盤等操作系統暢順，但相比其車重（1535公斤）就有點馬力（55匹）不足，機動性不及美製威利吉普車（車重1040公斤卻有54匹馬力）。

## 使用
GAZ-69可作多種用途，例如:
- 作為輕型卡車的GAZ-69M
- 作為AT-1反坦克飛彈車的2P26

20世紀50年代，大批GAZ-69人員車出口到中國作為解放軍用車，包括配備無線電機作為指揮車。此外在當時，一些地球科學研究者在野外探勘時也會駕駛GAZ-69。
1979年，中越戰爭時交戰雙方在戰場上都使用GAZ-69。

## 使用國家

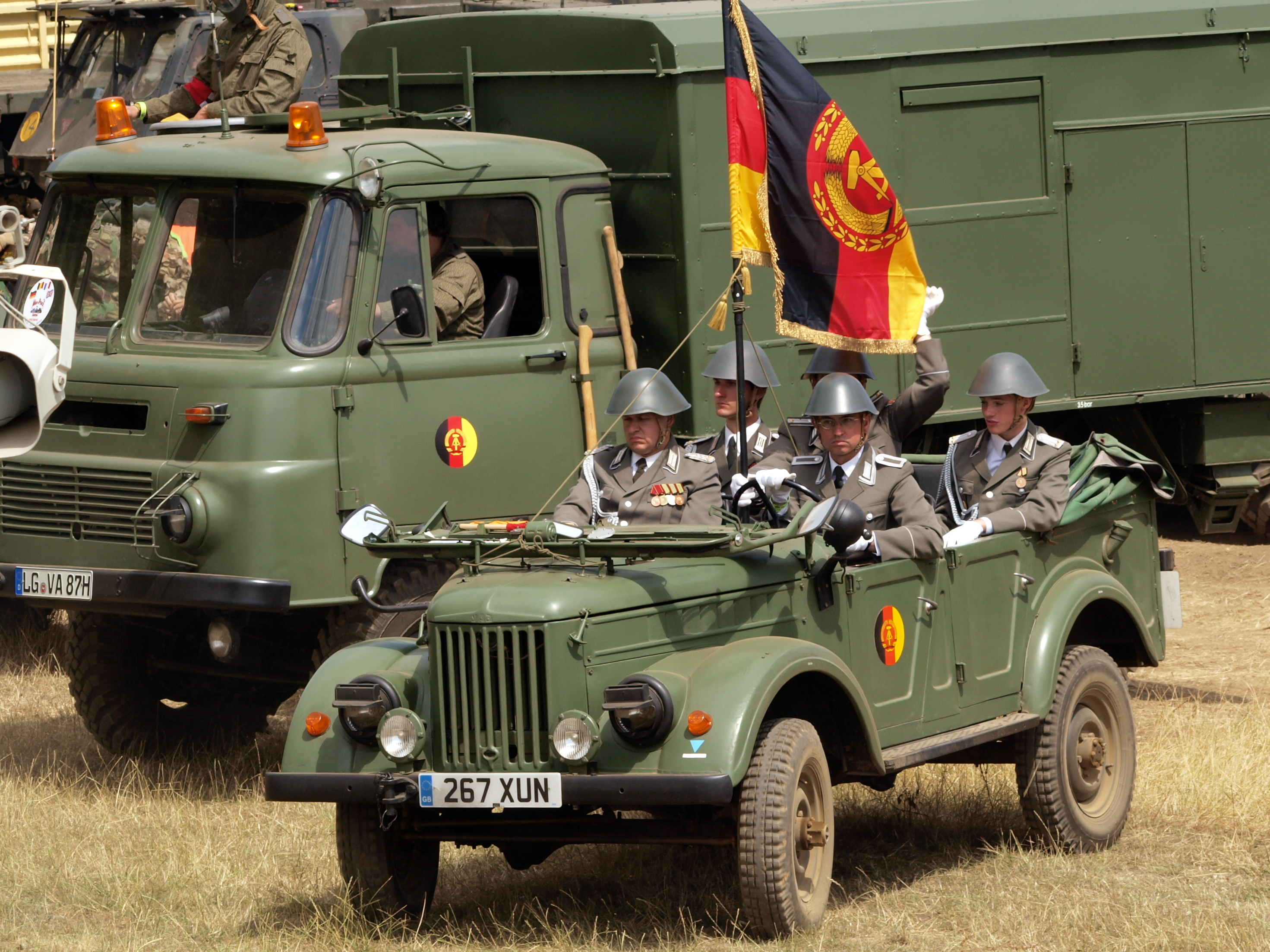
前東德軍的GAZ-69A人員車

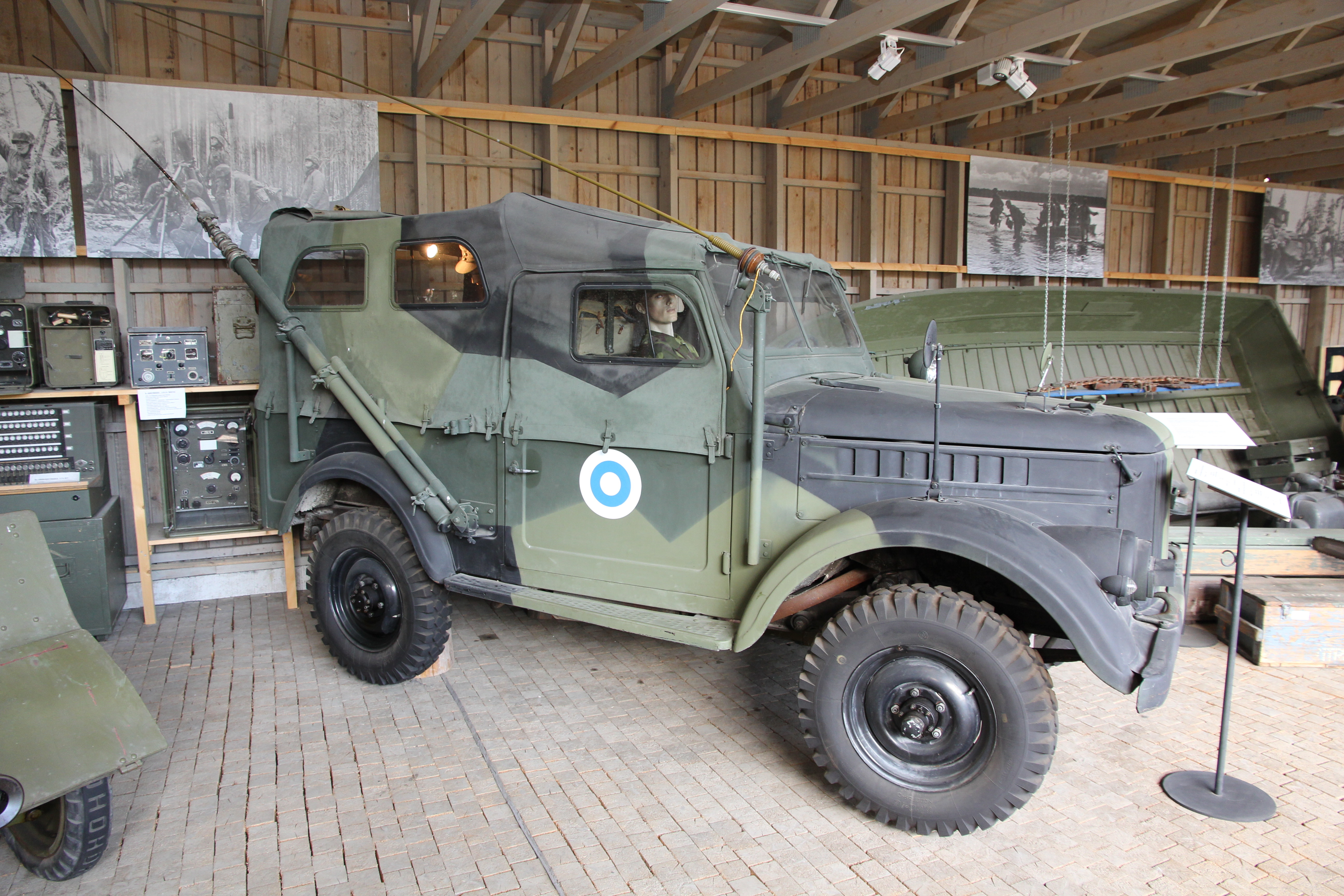
芬蘭軍的GAZ-69M輕型卡車

- 苏联
- 俄羅斯
- 中华人民共和国
- 朝鮮民主主義人民共和國
- 羅馬尼亞
- 东德
- 捷克
- 芬兰
- 越南

## 流行文化
多部中國大陸拍攝的電視劇皆有GAZ-69人員車以解放軍軍官車出場，例如:
- 特赦1959
- 山楂樹之戀
- 奔騰年代
- 共和國血脈
- 西藏风云
- 雷鋒